# Mike Henry (Synchronsprecher)

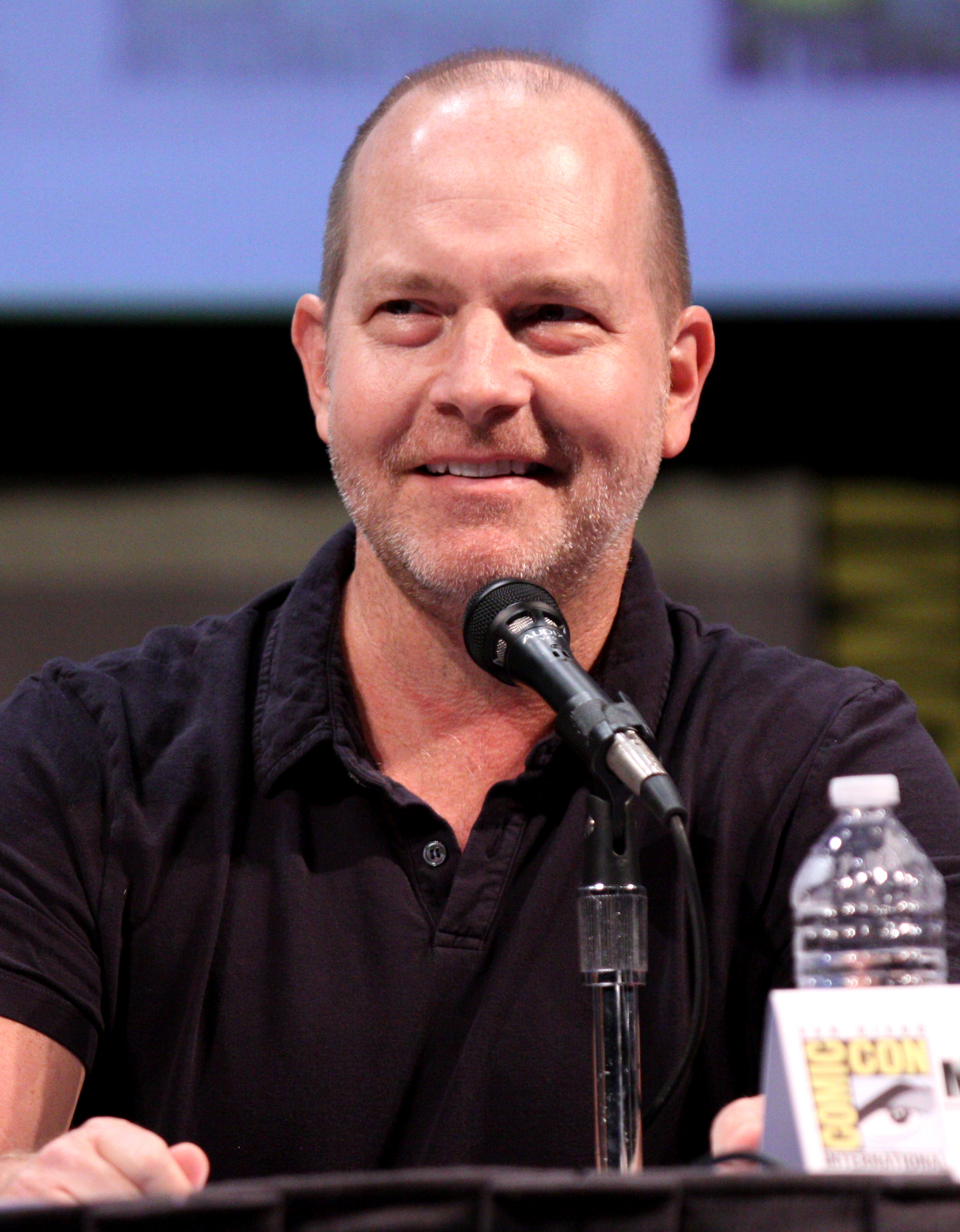
Mike Henry

Mike Henry (* 7. November 1965 in Pontiac, Michigan) ist ein US-amerikanischer Synchronsprecher, Drehbuchautor und Schauspieler, der vor allem durch seine Zusammenarbeit mit Seth MacFarlane an den Serien Family Guy und The Cleveland Show bekannt ist.

## Leben
Mike Henry wurde in Pontiac, Michigan, geboren, wuchs jedoch in Richmond, Virginia, auf. Er schloss seine Studienzeit mit einem Bachelor of Arts in Geschichte ab. Er ist der ältere Bruder des Produzenten Patrick Henry. Durch seinen Bruder, der die Rhode Island School of Design besuchte, lernte er Seth MacFarlane kennen. Henry begann seine Karriere 1999 als Synchronsprecher in MacFarlanes animierter Comedyserie Family Guy. Er übernahm dabei, neben diversen anderen, auch die Rolle des Cleveland Brown. Des Weiteren ist er bei Family Guy gelegentlich als Drehbuchautor aktiv. 2003 inszenierte er gemeinsam mit seinem Bruder die zwei Folgen umfassende Show Kicked in the Nuts! für channel101.com. Die Inszenierung hatte durchschlagenden Erfolg und war das erfolgreichste Projekt der Website.
Henry war in den darauffolgenden Jahren in MacFarlanes Serie American Dad in diversen Rollen zu hören und hatte außerdem kleinere Schauspielauftritte. So übernahm er eine kleine wiederkehrende Rolle in der Serie Gilmore Girls und hatte einen Auftritt in einer Episode der Serie Scrubs – Die Anfänger. Außerdem war er 2012 in Seth MacFarlanes Spielfilm Ted zu sehen. Gemeinsam mit MacFarlane entwickelte er die ab 2009 bei Fox ausgestrahlte animierte Serie The Cleveland Show, die einen Ableger von Family Guy darstellt und auf Henrys Figur aus Family Guy, Cleveland Brown, basiert. Henry spricht in der Serie zwei der Hauptfiguren (Cleveland Brown und Rallo Tubbs) und schrieb gemeinsam mit MacFarlane das Drehbuch zur Pilotfolge.
Im Juni 2020 erklärte Mike Henry, seine Rolle als Cleveland Brown aufzugeben. Farbige Figuren sollten seiner Meinung nach nur noch von Farbigen gesprochen werden.
Mike Henry ist verheiratet und hat zwei Kinder.

## Auszeichnungen
- 2008: Nominierung für einen Emmy in der Kategorie Zeichentricksendung (länger als eine Stunde) für Family Guy
- 2009: Nominierung für einen Emmy in der Kategorie Outstanding Comedy Series für Family Guy
- 2011: Nominierung für einen Emmy in der Kategorie Zeichentricksendung (kürzer als eine Stunde) für The Cleveland Show
- 2011: Nominierung für einen Annie Award in der Kategorie Best Voice Acting in an Animated Television Production für The Cleveland Show

## Filmografie (Auswahl)
Als Synchronsprecher
- 1999–2002, seit 2005: Family Guy
- seit 2005: American Dad
- 2005: Robot Chicken (3 Episoden)
- 2009–2013: The Cleveland Show
- 2010: Robot Chicken: Star Wars Episode III

Als Schauspieler
- 2003: Kicked in the Nuts!
- 2003–2006: Gilmore Girls (4 Episoden)
- 2007: Scrubs – Die Anfänger (1 Episode)
- 2012: Ted
- seit 2017: The Orville

Als Produzent
- 1999–2002, seit 2005: Family Guy
- 2003: Kicked in the Nuts!
- 2009–2013: The Cleveland Show

Als Drehbuchautor
- 1999–2002, seit 2005: Family Guy
- 2003: Kicked in the Nuts!
- 2009–2013: The Cleveland Show

Als Editor und Regisseur
- 2003: Kicked in the Nuts!